# Sikora białoczelna
Sikora białoczelna (Sittiparus semilarvatus) – gatunek małego ptaka z rodziny sikor (Paridae). Występuje na Filipinach. Słabo poznany, bliski zagrożenia.

## Taksonomia
Po raz pierwszy zgodnie z zasadami nazewnictwa binominalnego sikorę białoczelną opisał włoski zoolog i ornitolog Tommaso Salvadori; opis ukazał się w 1866 na łamach Atti della Società italiana di scienze naturali. Autor nadał gatunkowi nazwę Melaniparus semilarvatus, a jako miejsce typowe błędnie wskazał Himalaje. W 1901 Carl Eduard Hellmayr utworzył dla tego ptaka nowy rodzaj, Penthornis, gdzie umieścił go razem z Muscicapa luzoniensis – taksonem uznawanym obecnie za nieważny, błędnie zsynonimizowanym przez Hellmayra z podgatunkiem S. s. nehrkorni. Obecnie (2022) akceptowana przez Międzynarodowy Komitet Ornitologiczny (IOC) nazwa sikory białoczelnej to Sittiparus semilarvatus; gatunek bywał też umieszczany w rodzaju Parus (po raz pierwszy użył tej nazwy Gadow w 1883). Wyróżniono 3 podgatunki.

## Podgatunki i zasięg występowania
IOC wyróżnia następujące podgatunki:
- S. s. snowi (Parkes, 1971) – północno-wschodni Luzon
- S. s. semilarvatus (Salvadori, 1866) – centralny i południowy Luzon
- S. s. nehrkorni (W. Blasius, 1890) – Mindanao

## Morfologia
Długość ciała wynosi około 13 cm (u holotypu 13,5 cm). Wymiary szczegółowe holotypu: długość skrzydła – 80 mm, długość ogona – 55 mm, długość dzioba – 19 mm (nie podano, jak mierzona), długość skoku: 16 mm. Autor Tits, Nuthatches & Treecreepers (1996) podał następujące wymiary: długość skrzydła – u samca 76 i 79,5 mm, u samicy 44,5 i 45 mm; długość ogona samca: 50 i 51,5 mm, samicy: 44,5 i 45 mm; długość dzioba 13,3–14,1 mm; długość skoku: 16,5–18 mm. O masie ciała brak informacji.
Występuje nieznaczny dymorfizm płciowy w upierzeniu. Opis dotyczy podgatunku nominatywnego. Czoło, kantarek i przód policzków są płowobiałe. Wierzch głowy, kark, boki szyi, grzbiet, barkówki i kuper mają barwę czarnobrązową z głębokim połyskiem w kolorze indygo; na piórach występują opalizujące, niebieskie krawędzie. Pióra na karku są od połowy do dwóch trzecich białe, lecz nie jest to cecha widoczna na samym ptaku. Sterówki czarnobrązowe, na zewnętrznych krawędziach niebieskie. Skrzydła z wierzchu czarnobrązowe, pokrywy skrzydłowe średnie i większe oraz lotki III rzędu wyróżniają się indygowymi krawędziami. Nasady lotek I rzędu są białe, jednak normalnie są one niewidoczne. Pokrywy uszne i spód ciała czarnobrązowe, na pokrywach usznych i piersi połyskujące w kolorze indygo. Zewnętrzne pokrywy podogonowe jasnoszare. Pokrywy podskrzydłowe białe z brązowym nalotem. Tęczówka jasnobrązowa lub brązowa, dziób czarny, nogi, stopy i pazury czarne.
Samica z wierzchu ubarwiona jest podobnie, jednak jest nieco mniej połyskująca i ma większą ukrytą białą plamę na karku, rozciągającą się na boki szyi. Spód ciała jaśniejszy niż u samca, niemal o kolorze czekolady mlecznej. Poza bokami szyi i częścią piersi brak niebieskiej opalizacji.

## Ekologia i zachowanie
Środowiskiem życia sikor białoczelnych są lasy i ich obrzeża, również lasy wtórne, czasem zakrzewienia. Stwierdzane do 1150 m n.p.m. Na południowo-wschodnim Mindanao obserwowano te ptaki na wysokości 350 m n.p.m. w wyciętym lesie i przyległych doń sosnach. Sikory białoczelne przebywają pojedynczo lub w parach, rzadziej grupach do 10 osobników, czasami w stadach mieszanych. Skład pożywienia słabo poznany, prawdopodobnie zjada bezkręgowce i ich larwy.

### Lęgi
Słabo poznane, praktycznie brak danych. W Zamboanga del Sur na Mindanao odłowiono w maju samicę z jajem w jajowodzie. Na Luzonie wczesnym lutym obserwowano parę krzątającą się wokół dziupli około 4 m nad ziemią (na południu pasma Sierra Madre), a w środku marca na północy pasma Sierra Madre obserwowano dorosłego ptaka z młodocianym. Większość filipińskich wróblowych ma swój sezon lęgowy od kwietnia do czerwca.

## Status i zagrożenia
IUCN uznaje sikorę białoczelną za gatunek bliski zagrożenia (NT, Near Threatened) nieprzerwanie od 1988 (stan w 2021). Liczebność populacji nie została oszacowana, ale ptak ten opisywany jest jako zazwyczaj rzadki, choć w górach Sierra Madre lokalnie pospolity. BirdLife International uznaje trend populacji za spadkowy. Zagrożeniem dla tych ptaków jest postępująca wycinka lasów.